# Michael Gwisdek

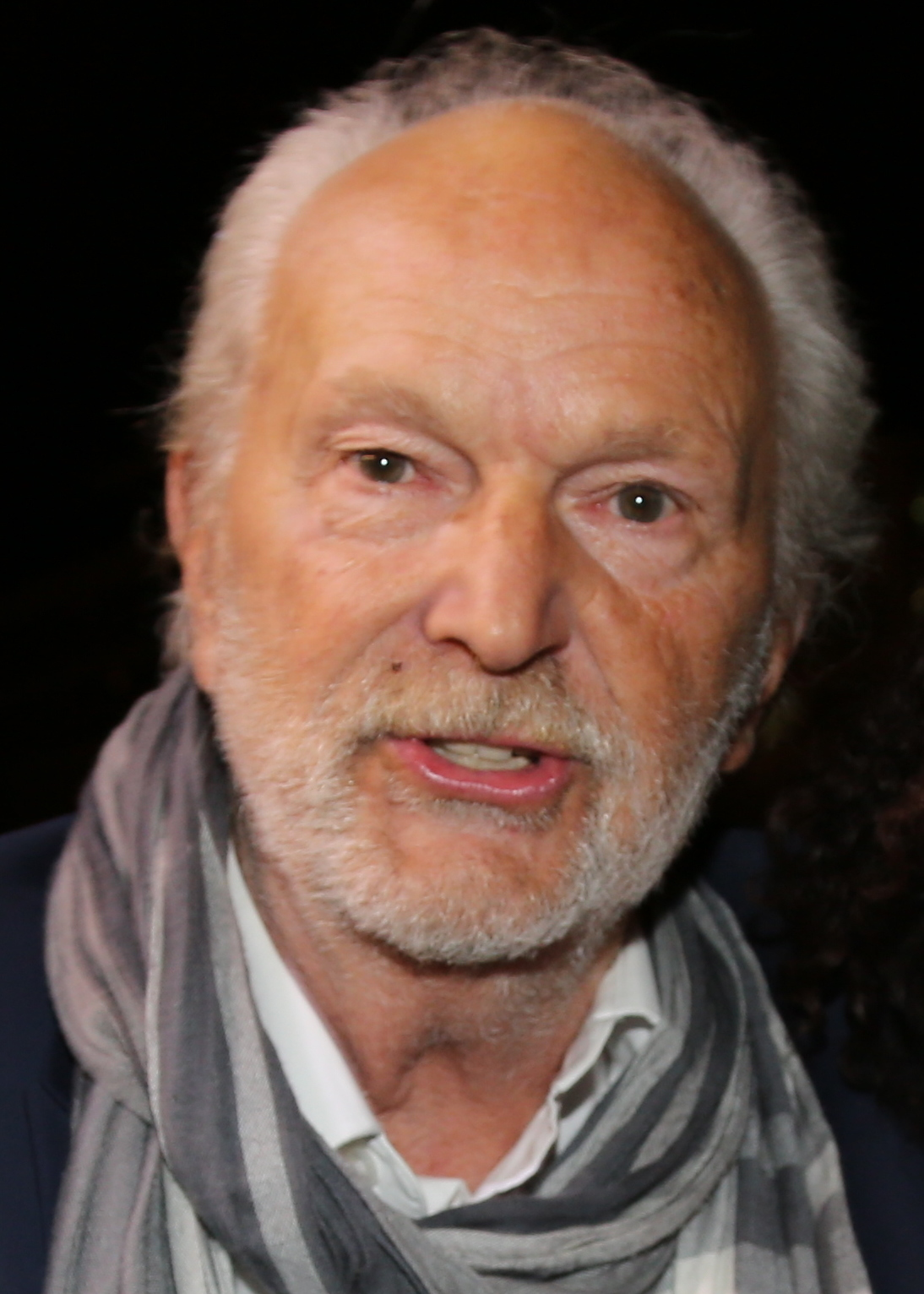
Michael Gwisdek, 2015

Michael Gwisdek (* 14. Januar 1942 in Berlin-Weißensee; † 22. September 2020 in Schorfheide, Brandenburg) war ein deutscher Schauspieler und Regisseur. Er spielte an der Volksbühne Berlin und am Deutschen Theater. Seinen Durchbruch als Filmschauspieler hatte er 1983 in Olle Henry. Im wiedervereinigten Deutschland wurde er vor allem durch seine Rollen in Nachtgestalten, Good Bye, Lenin! und Oh Boy bekannt. In seinen Rollen zeigte er sich meist als Komödiant, Melancholiker und Exzentriker.

## Leben

### Herkunft und Ausbildung
Michael Gwisdek wurde als Sohn der Gastwirte Alfred und Margarete Gwisdek, geb. Schäfer, in Berlin-Weißensee geboren, wo die Eltern eine eigene Gaststätte betrieben. Nach der Schulausbildung absolvierte er ab 1957 auf Wunsch seiner Eltern eine Facharbeiterausbildung zum Gebrauchswerber und Dekorateur. Er arbeitete für ein Jahr bei der HO Lebensmittel als Plakatmaler und Dekorateur in Berlin-Mitte. Im Jahr 1960 war er in West-Berlin im technischen Außendienst als Vertreter für Kochendwasser-Automaten tätig. Von 1961 bis 1963 arbeitete er zunächst als Buffetier in der elterlichen Gaststätte, später war er Clubhausleiter eines Jugendclubs. Bereits mit 16 Jahren fand er nach seiner schulischen Ausbildung Interesse am Schauspiel – er wollte auf die Schauspielschule von Hilde Körber in West-Berlin. Später engagierte sich Gwisdek am Arbeitertheater Friedrichshain und am Dramatischen Zirkel Klingenberg. Daneben absolvierte er ein Fernstudium der Regie an der Theaterhochschule Leipzig, bei dem ihm die Qualifikation als „Leiter des künstlerischen Volksschaffens“ zugesprochen wurde. 1964 war er als Verlader von Eisenbahnwaggons in einer Spezialbrigade im Transformatorenwerk Oberspree tätig.

### Theater
Nachdem Gwisdek zunächst zweimal nach einem Vorsprechen abgelehnt worden war, studierte er von 1965 bis 1968 an der Staatlichen Schauspielschule Berlin. Anschließend erfolgte ab 1968 ein sechsjähriges Engagement am Städtischen Theater Karl-Marx-Stadt, wo er zahlreiche Rollen in klassischen wie modernen Bühneninszenierungen spielte. Vor allem seine Darstellung des Pantalone in Carlo Goldonis Der Diener zweier Herren wurde positiv von Publikum und Kritikern aufgenommen. 1973 holte ihn Regisseur Benno Besson an die Volksbühne Berlin, wo er zehn Jahre engagiert war. Gwisdek spielte hier unter anderem in zahlreichen Inszenierungen zu Stücken von William Shakespeare. In der Bühnenaufführung Wie es euch gefällt (1975) gab er den Probstein, in Hamlet (1977) den Horatio oder den Bleichenwang in Was ihr wollt (1981). Unter Heiner Müller war er in dessen im Jahr 1980 uraufgeführten Theaterstück Der Bau als Donat zu sehen. In seiner Macbeth-Adaption (1982) verkörperte er einen der drei Macbeths. Danach war er ab 1983 am Deutschen Theater Berlin engagiert, wo er unter anderem 1984 die Titelrolle in Oscar Wildes Bunbury übernahm und 1987 in Jean-Paul Sartres Die Fliegen die Rolle des Pädagogen spielte. 1991 endete sein Engagement. Seitdem arbeitete er als freier Schauspieler.

### Film und Fernsehen

#### Kino
Gwisdek stand parallel zu seiner Bühnentätigkeit auch vor der Kamera. 1968 debütierte er in der Anna-Seghers-Verfilmung Die Toten bleiben jung als SS-Offizier. Danach agierte er in dem DEFA-Indianerfilm Spur des Falken als Goldsucher und dessen Fortsetzung Weiße Wölfe als Terrorist. In der Filmsatire Till Eulenspiegel gab er den Landsknecht des Ritter Kunz (Franciszek Pieczka) und arbeitete erstmals mit dem Regisseur Rainer Simon zusammen. 1976 besetzte ihn Kurt Maetzig für sein Filmdrama Mann gegen Mann in der Rolle des Kriegsheimkehrers Michael Mähr, der mit derselben Frau verheiratet ist wie sein Kamerad, worauf es zu einem für Michael tödlichen Duell kommt. In der Filmkomödie Zünd an, es kommt die Feuerwehr (1979), seiner zweiten Zusammenarbeit mit Rainer Simon, übernahm er die Rolle des Karl Moor. In Simons Gegenwartsfilm Jadup und Boel (1980) verkörperte er den Antiquitätenhändler Gwissen, der den titelgebenden Bürgermeister Jadup (Kurt Böwe) zum Nachdenken bewegt.
1982 spielte er bei der Willi-Bredel-Romanverfilmung Dein unbekannter Bruder unter Ulrich Weiß den Conférencier Walter, der einer Widerstandsgruppe gegen die Nationalsozialisten zugehörig ist. Im Folgejahr arbeitete er erneut mit Weiß für seinen Film Olle Henry zusammen, wo er die Titelrolle des ehemaligen Profiboxers Henry Wolters übernahm. Gwisdek wurde für seine dortige schauspielerische Leistung mit dem DDR-Kritikerpreis „Große Klappe“ als „Bester Darsteller“ ausgezeichnet. 1985 war er als reicher Bankier Jakob Gontard in der Friedrich-Hölderlin-Verfilmung Hälfte des Lebens von Herrmann Zschoche zu sehen.
Im Jahr 1988 führte Gwisdek erstmals Regie. Er inszenierte für die DEFA den Historienfilm Treffen in Travers und besetzte seine damalige Ehefrau Corinna Harfouch in der weiblichen Hauptrolle und ihre beiden gemeinsamen Kinder als Dorfjungen. Sein Regiedebüt brachte ihm 1990 beim 6. Nationalen Spielfilmfestival der DDR den Preis für den besten Film ein und 1989 erhielt sein Werk als erster DDR-Film eine Einladung zum Filmfestival Cannes. In Heiner Carows Coming Out, dem ersten DDR-Film mit Homosexualität als Thematik, war Gwisdek als homosexueller Barwirt Achim am Mauerfallstag im November 1989 auf der Kinoleinwand zu sehen.

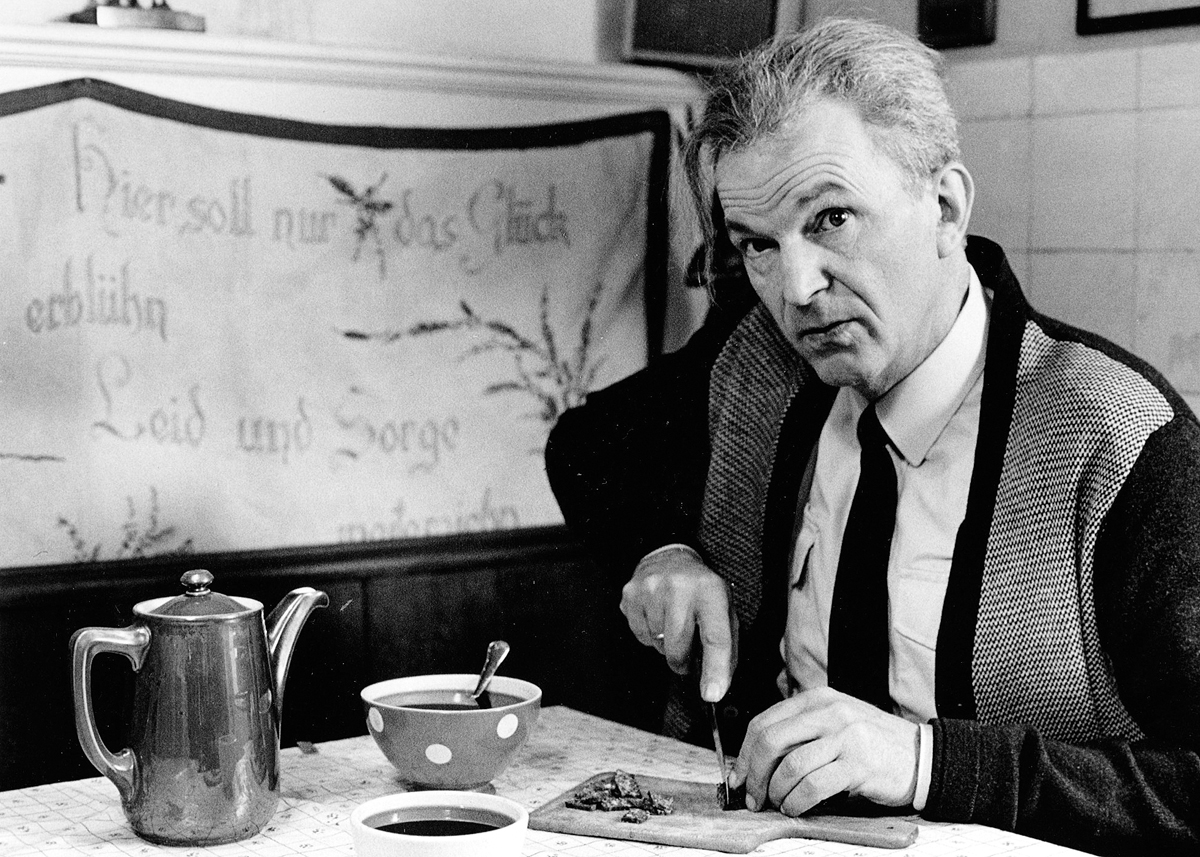
Michael Gwisdek als Wachtmeister Zumbühl, 1993

Nach der deutschen Wiedervereinigung war Gwisdek weiterhin in diversen Kino- und Fernsehproduktionen zu sehen und konnte dabei an seine schauspielerischen Erfolge anknüpfen. Er arbeitete auch weiter als Filmregisseur. Roland Gräf besetzte ihn 1991 als Historiker und ehemaligen Oberassistenten Dr. Hans Peter Dallow in seinem DDR-kritischen Drama Der Tangospieler nach dem gleichnamigen Roman von Christoph Hein. Gwisdek wurde gleichen Jahres für seine dargebotene Darstellung mit dem Deutschen Filmpreis als „Bester Hauptdarsteller“ ausgezeichnet. 1994 spielte er in Urs Odermatts Wachtmeister Zumbühl die Titelrolle.
In dem Kammerspiel Abschied von Agnes (1994) über die psychischen Nachwirkungen der DDR schrieb er das Drehbuch und spielte die Hauptrolle des arbeitslosen Wissenschaftlers Heiner. 1998 spielte er in seiner dritten Regiearbeit Das Mambospiel (1998) die Rolle des alternden Schauspielers Martin an der Seite seiner damaligen Ehefrau Corinna Harfouch. Der Film wurde beim Wettbewerb der 48. Berlinale gezeigt.
Für seine schauspielerische Leistung in Andreas Dresens Tragikomödie Nachtgestalten, wo er die Rolle des Geschäftsmanns Peschke übernahm, erhielt er mehrere Auszeichnungen, unter anderem bei der Berlinale 1999 einen Silbernen Bären als bester Hauptdarsteller und im Jahr 2000 den Ernst-Lubitsch-Preis.
Auf der Kinoleinwand war er in den 2000er Jahren wiederkehrend zu sehen, wie beispielsweise als Verleger Joachim in Oskar Roehlers Die Unberührbare (2000), als Mönch in Zoltan Spirandellis Vaya con Dios (2002), als Schuldirektor in Wolfgang Beckers Good Bye, Lenin! oder in Leander Haußmanns Herr Lehmann (2003). 2006 erfolgte mit Elementarteilchen, wo er den Professor Fleißer spielte, eine weitere Zusammenarbeit mit Oskar Roehler. 2008 wurde Gwisdek in dem von Bernd Eichinger produzierten Spielfilm Der Baader Meinhof Komplex als evangelischer Pfarrer Helmut Ensslin besetzt.

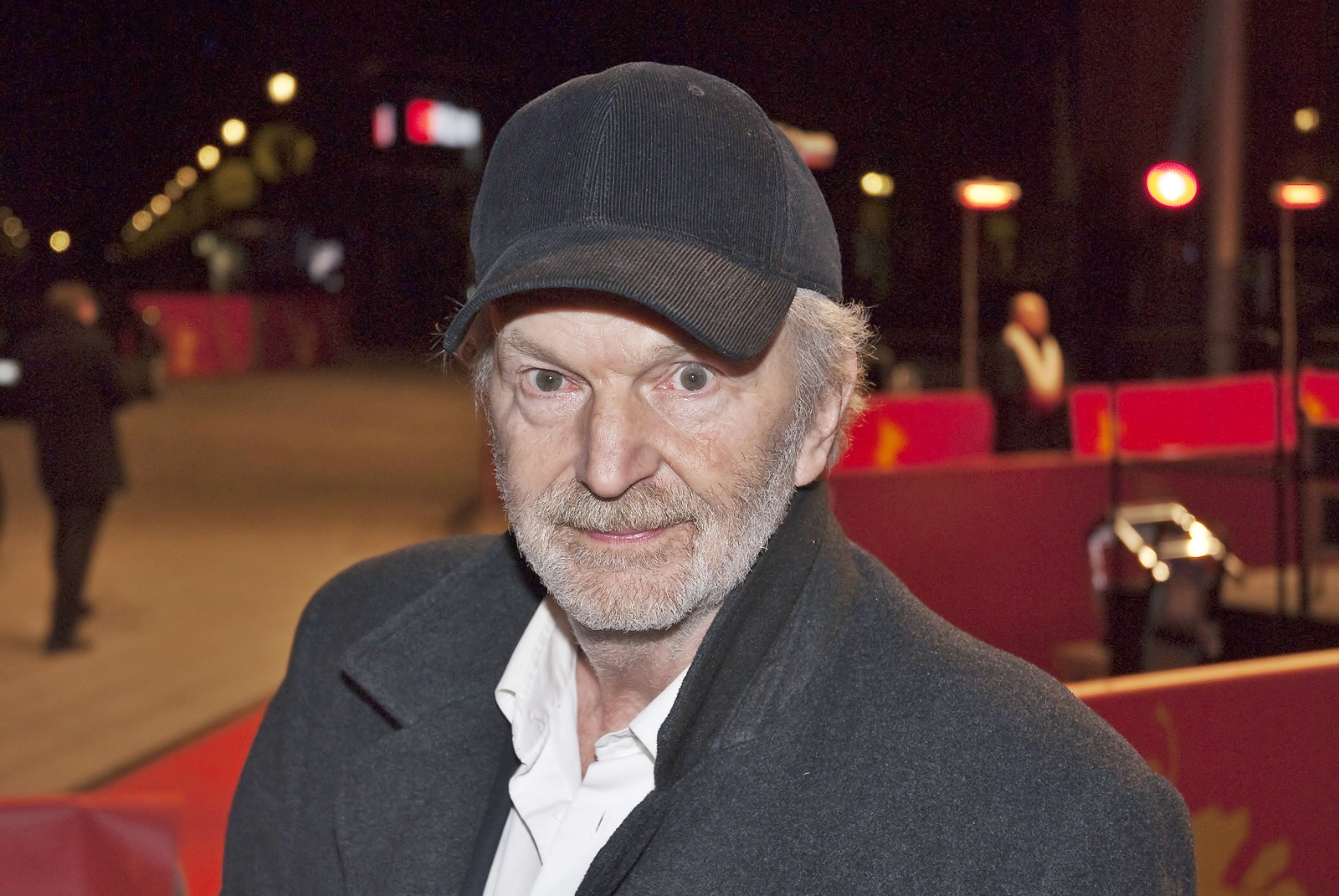
Michael Gwisdek während der Eröffnung der Berlinale 2009

2010 war er neben Gudrun Ritter in Matti Geschonnecks Tragikomödie Boxhagener Platz als ehemaliger Spartakusbund-Kämpfer Karl Wegner und in Florian Cossens vielfach preisgekröntem Drama Das Lied in mir als Vater der von Jessica Schwarz gespielten Schwimmerin Maria Falkenmayer zu sehen. In Till Endemanns Vater Morgana (2010) verkörperte er an der Seite von Christian Ulmen dessen Vater, den an Alzheimer erkrankten Walther Stielike. In der Liebeskomödie Jesus liebt mich (2012) von und mit Florian David Fitz spielte er Gott. Für seine prägnante Nebenrolle des alten Friedrich in Oh Boy von Jan-Ole Gerster erhielt er 2013 seinen zweiten Deutschen Filmpreis, diesmal in der Kategorie „Beste Nebenrolle“. In der Filmkomödie Hai-Alarm am Müggelsee (2013) von Leander Haußmann und Sven Regener war er neben Henry Hübchen als Bademeister in der Hauptrolle zu sehen. 2014 agierte er in Matthias Schweighöfers Filmkomödie Vaterfreuden als Vater des Protagonisten Felix, der von Schweighöfer selbst gespielt wurde.
Ab Januar 2017 war Gwisdek an der Seite von Henry Hübchen, Thomas Thieme und Winfried Glatzeder als Technikbastler Jaecki in der Agentenkomödie Kundschafter des Friedens zu sehen. 2018 übernahm er in Lars Kraumes Das schweigende Klassenzimmer die Rolle des schwulen Großonkels Edgar des Schülers Paul (Isaiah Michalski).
Seine letzte Rolle auf der Kinoleinwand hatte er neben Dennis Mojen in der im Juli 2019 uraufgeführten tragikomischen Kinoromanze Traumfabrik, die das Filmwesen der DDR satirisch behandelt, als alter Opa Emil Hellberg, der seinem kleinen Enkel im Rückblick von dem bewegtesten Jahr seines Lebens erzählt.
2003 zählte Gwisdek mit zu den Gründungsmitgliedern der Deutschen Filmakademie.

#### Fernsehen
Neben seinen Arbeiten auf der Bühne und in Kinofilmen wirkte Gwisdek auch in zahlreichen Fernsehproduktionen mit. Er gastierte unter anderem seit 1996 in diversen Folgen der ARD-Krimireihe Tatort.
Im Jahr 2000 übernahm Gwisdek in Michael Verhoevens Filmkomödie Zimmer mit Frühstück die Rolle des Managers Klaus Hallstein. Von 2001 bis 2004 übernahm er unter anderem in der dreiteiligen ARD-Reihe Marga Engel mit Marianne Sägebrecht in der Titelrolle die Rolle des Anwalts Dr. Henning Gössel. 2002 spielte Gwisdek im ZDF-Vierteiler Liebesau – Die andere Heimat den Stasimann Hedderbogge und war unter der Regie von Matti Geschonneck als Bert in der Verfilmung Wer liebt, hat Recht des autobiografischen Romans der Schriftstellerin Anita Lenz zu sehen. 2004 sah man ihn in der Liebeskomödie Das blaue Wunder als Freund des von Wolfgang Stumph gespielten Elbfährenkapitäns Rüdiger Stolze. 2005 agierte er in dem Psychothriller Hölle im Kopf als Inspektor Galleo und in dem ZDF-Samstagskrimi Rosa Roth – Flucht nach vorn als Andreas Flade. Im selben Jahr verkörperte Gwisdek den deutschen Marineoffizier Erich Raeder in Heinrich Breloers Fernseh-Doku-Drama Speer und Er über das Leben des Architekten Albert Speer.
In Hansjörg Thurns zweiteiliger Literaturverfilmung Die Schatzinsel (2007) nach dem Werk des Autors Robert Louis Stevenson übernahm Gwisdek die Rolle des blinden Pew. Der Regisseur Roland Suso Richter besetzte ihn neben Heino Ferch und Karoline Herfurth als Großvater Walter Kaiser in seinem Fernsehfilm Das Wunder von Berlin (2008), der auf den Aufzeichnungen des ehemaligen NVA-Soldaten Tilo Koch basiert. Diese Rolle brachte ihm den Deutschen Fernsehpreis als bester Nebendarsteller ein. In dem ARD-Weihnachts-Episodenfilm Wenn wir uns begegnen (2008) spielte der den betrunkenen Weihnachtsmann Edgar Wurlitzer.
2010 stand er in Bodo Fürneisens Verfilmung des Märchens Die Prinzessin auf der Erbse nach Hans Christian Andersen als König gemeinsam mit seinem Sohn Robert Gwisdek vor der Kamera, der seinen Sohn, den heiratsunwilligen Prinzen, spielt. In der ZDF-Krimikomödie Schmidt & Schwarz (2012) agierte er an der Seite seiner ehemaligen Ehefrau Corinna Harfouch in der männlichen Hauptrolle des Kriminalhauptkommissars Paul Schmidt, der seinen Dienst quittiert, nachdem beschlossen wurde, dass in den Büros der Mordkommission nicht mehr geraucht werden darf. Gwisdek war mit dem fertigen Film, bei dem seine Ehefrau Gabriela das Drehbuch schrieb, enttäuscht und kommentierte dies mit den folgenden Worten: „Über diesen Film ärgere ich mich die Platze! Auch wenn die ganze Welt ‚Schmidt & Schwarz‘ toll findet, mich bringt das Ding um“.
2013 agierte er in Sibylle Tafels Tragikomödie Flaschenpost an meinen Mann als Schwiegervater Thomas der von Melika Foroutan gespielten Tanzlehrerin Susanne. In Jan Georg Schüttes improvisiertem Ensemblefilm Altersglühen – Speed Dating für Senioren (2014) spielte er den Rentner Volker Hartmann, der sich mit seinem Mitbewohner Kurt Mailand (Jörg Gudzuhn) zum Speed-Dating in Hamburg-Rahlstedt verabredet. In der weihnachtlichen Tragikomödie Alle unter eine Tanne (2014) übernahm er die Rolle des geschiedenen Arztes Dr. Robert Berger, der seine neue Beziehung mit seiner Sprechstundenhilfe Chrissi (Johanna Gastdorf) vor seiner Frau verheimlicht. In dem ARD-Fernsehfilm Eins ist nicht von dir (2015) verkörperte er den ehemaligen Flugkapitän Uli Becker, dessen Frau (Barbara Schöne) kurz nach seiner Pensionierung im Sterben liegt und ihm als Letztes offenbart, dass eines ihrer Kinder nicht von ihm ist. In der ARD-Tragikomödie Mein Schwiegervater, der Stinkstiefel war er im Dezember 2015 als Bauer Hans Polack, der seine Schwiegertochter, die Thailänderin Lamai (Mai Duong Kieu), partout nicht akzeptieren will, zu sehen.
Zwischen 2015 und 2019 hatte Gwisdek drei Gastauftritte in der ZDF-Herzkinoreihe Das Traumschiff. In seinem ersten Auftritt, in der Folge Kanada, war er in der Rolle des lebenslustigen Walter König, der mit dem inzwischen pensioniertem Lehrer Julius Dornfelder (Jörg Gudzuhn) – ebenfalls Passagier an Bord – befreundet ist, zu sehen. Ende 2016 war er in der Folge Palau des unter einer vaskulären Demenz leidenden Martin Kochs zu sehen, der gemeinsam mit seiner Tochter Evelyn (Jeannette Arndt) auf dem Traumschiff unterwegs ist. Im Dezember 2019 war er neben Uschi Glas in der Folge Antigua, dem ersten Film mit dem neu eingeführten Kapitän Max Parger (Florian Silbereisen), als Rentner Heinz Kolatschek, der wenig davon begeistert ist, mit seiner Ehefrau Marlene ihre Goldene Hochzeit zu feiern, an Bord.
Anfang Januar 2016 war er in dem Pilotfilm Alles auf Anfang des zweiteiligen ARD-Fernsehfilms Unser Traum von Kanada als verwitweter und pensionierter Bauingenieur Richard, der erfährt, dass er einen unheilbaren Tumor in sich trägt, zu sehen.
Innerhalb der MDR-Fernsehsendung Lebensläufe entstand 2017 eine halbstündige Dokumentation unter dem Titel „Michael Gwisdek – Cowboy, Boxer, Gott: Ein Schauspielerleben“ über ihn und seine Karriere als Schauspieler.
Im Februar 2019 war er neben Harald Krassnitzer, Jennifer Ulrich und Tino Mewes in der ARD-Tragikomödie Familie Wöhler auf Mallorca als der auf Mallorca lebende pensionierte Metzger Helmut Wöhler, der seine Familie zu einer gemeinsamen Wanderung in die Serra de Tramuntana einlädt, zu sehen. In der ZDFneo-Kriminalfernsehserie Dead End, die ab Ende Februar 2019 startete, war Gwisdek der an beginnender Demenz leidende Leichenbeschauer Peter Kugel. Im August 2019 war er unter der Regie von Maria von Heland in der ZDF-Tragikomödie So einfach stirbt man nicht als Rentner und eigenwilliger Vater Kurt Lehmann, der nach einem plötzlichen Herzinfarkt kurzzeitig ins Koma fällt, zu sehen.
Von August bis Anfang September 2019 stand Gwisdek an der Seite von Heino Ferch und Tanja Wedhorn für die ARD-Fernsehkomödie Liebe ist unberechenbar in seiner letzten Rolle vor der Kamera. Er spielte den Vater des an einer Sozialphobie leidenden Mathematikprofessors, der es mag, den Menschen, welchen er begegnet, mit seinem derben Humor zu unterhalten. Die Erstausstrahlung des Films erfolgte postum im Januar 2021.

### Privates

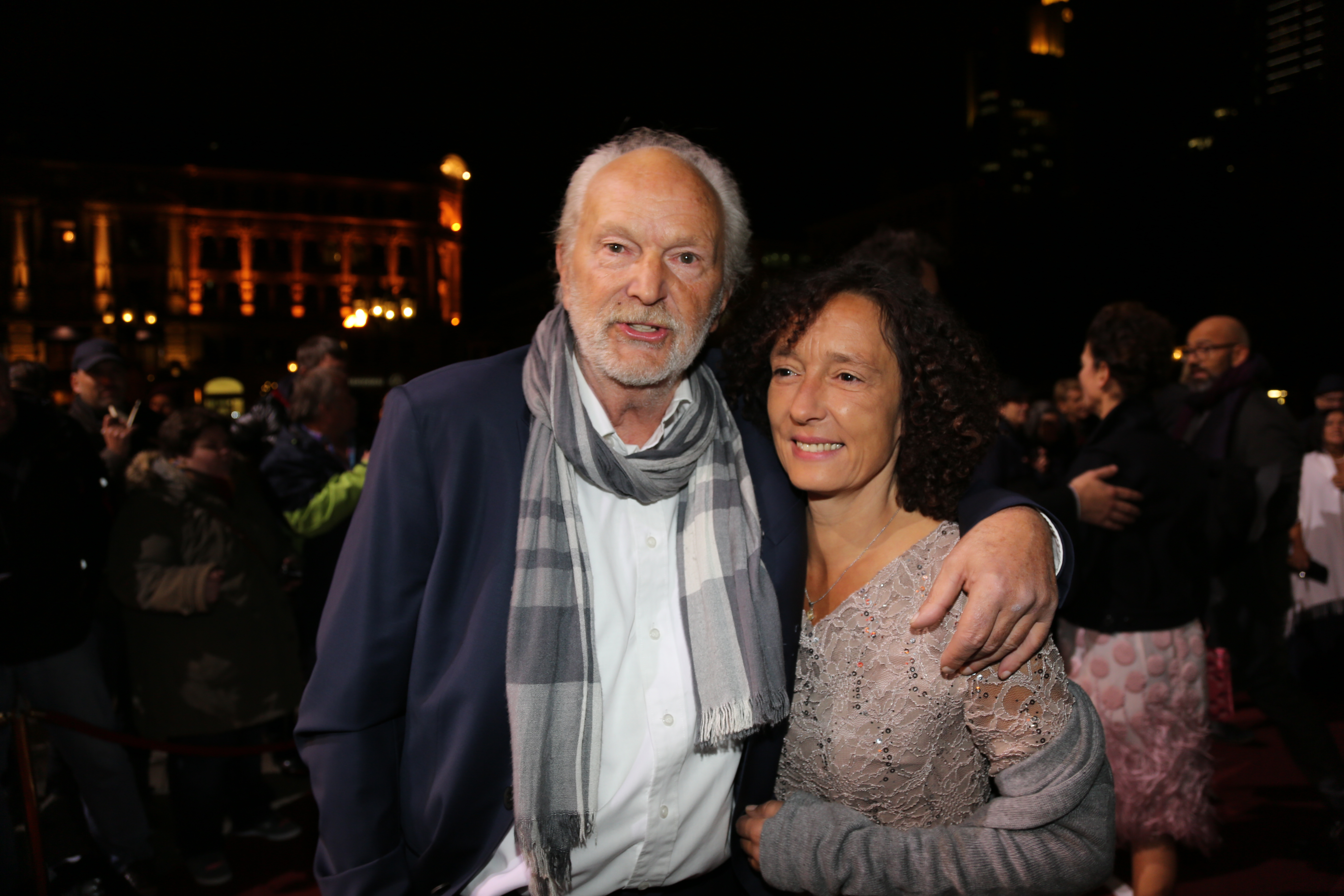
Michael Gwisdek mit seiner Frau, der Drehbuchautorin Gabriela, 2015

Michael Gwisdek war von 1985 bis 2007 mit der Schauspielerin Corinna Harfouch verheiratet, trennte sich aber bereits 1999 von ihr. Harfouch brachte einen unehelichen Sohn, den Komponisten Johannes Gwisdek (* 1980), mit in die Ehe. Ihr gemeinsamer Sohn Robert Gwisdek (* 1984) ist ebenfalls Schauspieler und daneben als Rapper Käptn Peng in der Alternative-Hip-Hop-Band Käptn Peng & Die Tentakel von Delphi, in der er gemeinsam mit seinem Halbbruder spielt, bekannt.
Seit Juli 2007 war Michael Gwisdek mit der Schriftstellerin Gabriela Gwisdek verheiratet. Er lebte auf einem geerbten Grundstück seiner Tante in der Gemeinde Schorfheide in Brandenburg.
Der passionierte Raucher starb am 22. September 2020 nach kurzer schwerer Krankheit im Kreise seiner Familie im Alter von 78 Jahren. Er hinterließ seine Ehefrau mit Tochter und seine beiden Söhne.

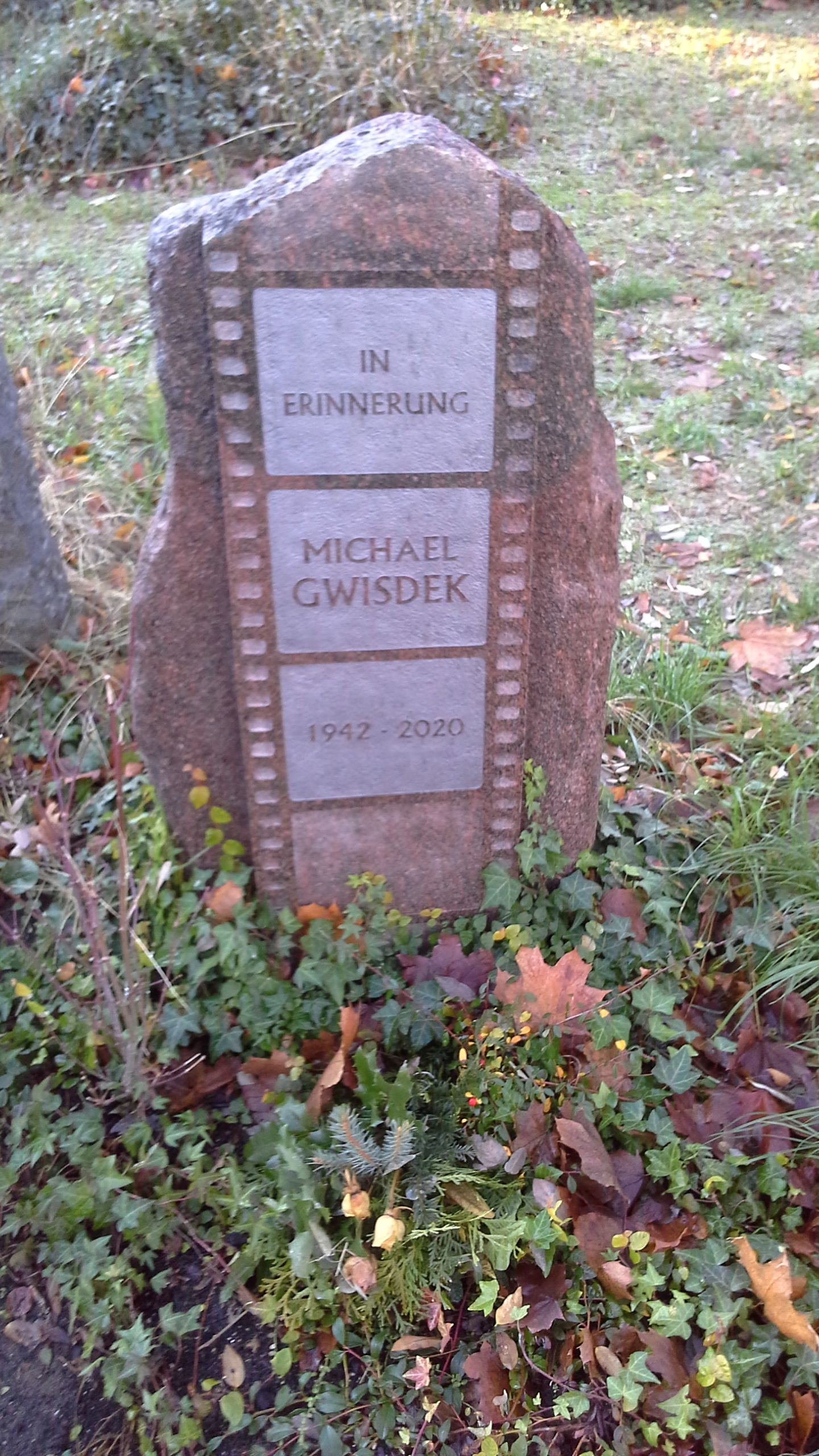
Grab Gwisdeks auf dem Französischen Friedhof

Sein Grabmal befindet sich auf dem Französischen Friedhof I in der Chausseestraße in Berlin.

## Filmografie

### Kino
- 1968: Die Toten bleiben jung – Regie: Joachim Kunert
- 1968: Spur des Falken – Regie: Gottfried Kolditz
- 1969: Weiße Wölfe – Regie: Konrad Petzold
- 1969: Jungfer, Sie gefällt mir – Regie: Günter Reisch
- 1974: Hostess – Regie: Rolf Römer
- 1975: Till Eulenspiegel – Regie: Rainer Simon
- 1976: Mann gegen Mann – Regie: Kurt Maetzig
- 1979: Zünd an, es kommt die Feuerwehr – Regie: Rainer Simon
- 1979: Addio, piccola mia – Regie: Lothar Warneke
- 1981/1988: Jadup und Boel – Regie: Rainer Simon
- 1981: Die Stunde der Töchter – Regie: Erwin Stranka
- 1982: Dein unbekannter Bruder – Regie: Ulrich Weiß
- 1982: Märkische Forschungen – Regie: Roland Gräf
- 1983: Olle Henry – Regie: Ulrich Weiß
- 1984: Der Fall Bachmeier – Keine Zeit für Tränen – Regie: Hark Bohm
- 1984: Ärztinnen – Regie: Horst Seemann
- 1985: Hälfte des Lebens – Regie: Herrmann Zschoche
- 1987: Der kleine Staatsanwalt – Regie: Hark Bohm
- 1988: Die Schauspielerin – Regie: Siegfried Kühn
- 1988: Yasemin – Regie: Hark Bohm
- 1989: Pestalozzis Berg – Regie: Peter von Gunten
- 1989: Treffen in Travers – Regie: Michael Gwisdek
- 1989: Coming Out – Regie: Heiner Carow
- 1990: Herzlich willkommen – Regie: Hark Bohm
- 1991: Der Tangospieler – Regie: Roland Gräf
- 1991: Farßmann oder Zu Fuß in die Sackgasse – Regie: Roland Oehme
- 1991: Der Verdacht – Regie: Frank Beyer
- 1991: Das Heimweh des Walerjan Wróbel – Regie: Rolf Schübel
- 1992: Die Spur des Bernsteinzimmers – Regie: Roland Gräf
- 1994: Wachtmeister Zumbühl – Regie: Urs Odermatt
- 1994: Abschied von Agnes – Regie: Michael Gwisdek
- 1998: Sieben Monde – Regie: Peter Fratzscher
- 1998: Das Mambospiel – Regie: Michael Gwisdek
- 1999: Nachtgestalten – Regie: Andreas Dresen
- 2000: Freunde – Regie: Martin Eigler
- 2000: Die Unberührbare – Regie: Oskar Roehler
- 2002: Vaya con Dios – Regie: Zoltan Spirandelli
- 2003: Good Bye, Lenin! – Regie: Wolfgang Becker
- 2003: Herr Lehmann – Regie: Leander Haußmann
- 2004: Kleinruppin forever – Regie: Carsten Fiebeler
- 2005: Almost Heaven – Regie: Ed Herzog
- 2005: Barfuss – Regie: Til Schweiger
- 2006: Reine Formsache – Regie: Ralf Huettner
- 2006: Elementarteilchen – Regie: Oskar Roehler
- 2007: Pornorama – Regie Marc Rothemund
- 2008: Der Baader Meinhof Komplex – Regie: Uli Edel
- 2009: Männersache – Regie: Gernot Roll
- 2009: Hilde – Regie: Kai Wessel
- 2009: Hinter Kaifeck – Regie Esther Gronenborn
- 2010: Boxhagener Platz – Regie: Matti Geschonneck
- 2010: Vater Morgana – Regie: Till Endemann
- 2010: Das Lied in mir – Regie: Florian Cossen
- 2012: Anleitung zum Unglücklichsein – Regie: Sherry Hormann
- 2012: Jesus liebt mich – Regie: Florian David Fitz
- 2012: Oh Boy – Regie: Jan-Ole Gerster
- 2012: Die Abenteuer des Huck Finn – Regie: Hermine Huntgeburth
- 2013: Hai-Alarm am Müggelsee – Regie: Leander Haußmann und Sven Regener
- 2014: Vaterfreuden – Regie: Matthias Schweighöfer
- 2014: Miss Sixty – Regie: Sigrid Hoerner
- 2014: Männerhort – Regie: Franziska Meyer Price
- 2015: Heil – Regie: Dietrich Brüggemann
- 2017: Kundschafter des Friedens – Regie: Robert Thalheim
- 2018: Das schweigende Klassenzimmer – Regie: Lars Kraume
- 2019: Traumfabrik – Regie: Martin Schreier

### Fernsehen

#### Fernsehfilme
- 1973: Stülpner-Legende – Regie: Walter Beck
- 1974: Das Schilfrohr – Regie: Joachim Kunert
- 1975: Mein lieber Mann und ich – Regie: Klaus Gendries
- 1976: Jede Woche Hochzeitstag (Fernsehfilm) – Regie: Klaus Gendries
- 1977: Schach von Wuthenow – Regie: Richard Engel
- 1980: Muhme Mehle – Regie: Thomas Langhoff
- 1982: Stella – Regie: Thomas Langhoff
- 1987: Sansibar oder Der letzte Grund – Regie: Bernhard Wicki
- 1992: Hotel Deutschland – Regie: Stefan Paul
- 1992: Das große Fest
- 1995: Der Mann auf der Bettkante – Regie: Christoph Eichhorn
- 1996: Zerrissene Herzen – Regie: Urs Odermatt
- 1997: Napoleon Fritz – Regie: Thorsten Näter
- 1998: Die Bubi-Scholz-Story – Regie: Roland Suso Richter
- 1999: Der Elefant in meinem Bett – Regie: Mark Schlichter
- 2000: Zimmer mit Frühstück – Regie: Michael Verhoeven
- 2002: Wer liebt, hat Recht – Regie: Matti Geschonneck
- 2003: Marga Engel kocht vor Wut
- 2004: Das blaue Wunder – Regie: Peter Kahane
- 2004: Sterne leuchten auch am Tag – Regie: Roland Suso Richter
- 2004: Das Konto – Regie: Markus Imboden
- 2005: Speer und Er – Regie: Heinrich Breloer
- 2005: Ich bin ein Berliner – Regie: Franziska Meyer Price
- 2005: Hölle im Kopf – Regie: Johannes Grieser
- 2005: Die Luftbrücke – Nur der Himmel war frei – Regie: Dror Zahavi
- 2007: Die Schatzinsel – Regie: Hansjörg Thurn
- 2008: Das Wunder von Berlin – Regie: Roland Suso Richter
- 2008: Wenn wir uns begegnen – Regie: Sigi Rothemund
- 2009: Die Blücherbande – Regie: Udo Witte
- 2009: Männersache – Regie: Gernot Roll
- 2010: Die Prinzessin auf der Erbse – Regie: Bodo Fürneisen
- 2011: Schicksalsjahre – Regie: Miguel Alexandre
- 2011: Visus – Expedition Arche Noah – Regie: Tobi Baumann
- 2012: Schmidt & Schwarz – Regie: Jan Ruzicka
- 2013: Flaschenpost an meinen Mann – Regie: Sibylle Tafel
- 2014: Für immer ein Mörder – Der Fall Ritter – Regie: Johannes Grieser
- 2014: Die letzten Millionen – Regie: Udo Witte
- 2014: Altersglühen – Speed Dating für Senioren – Regie: Jan Georg Schütte
- 2014: Alle unter eine Tanne – Regie: Oliver Schmitz
- 2015: Eins ist nicht von dir – Regie: Udo Witte
- 2015: Mein Schwiegervater, der Stinkstiefel – Regie: Sven Bohse
- 2019: Familie Wöhler auf Mallorca – Regie: David Gruschka
- 2019: So einfach stirbt man nicht – Regie: Maria von Heland
- 2020: Liebe ist unberechenbar – Regie Ingo Rasper

#### Fernsehreihen und -serien
- 1976: Polizeiruf 110: Der Fensterstecher – Regie: Hans Knötzsch
- 1981: Feuerdrachen – Regie: Peter Hagen
- 1988: Polizeiruf 110: Eifersucht – Regie: Bernd Böhlich
- 1996: Tatort: Wer nicht schweigt, muß sterben – Regie: Hans Werner
- 1996: Tatort: Der Phoenix-Deal – Regie: Peter Ristau
- 1998: Tatort: Ein Hauch von Hollywood – Regie: Urs Odermatt
- 2000: Donna Leon – Venezianische Scharade – Regie: Christian von Castelberg
- 2000: Der Bulle von Tölz: Mord im Chor – Regie: Hans Werner
- 2002: Tatort: Schlaraffenland – Regie: Nina Grosse
- 2003: Bella Block: Tödliche Nähe – Regie: Christiane Balthasar
- 2004: Edel & Starck: Der Spaltpilz – Regie: Udo Witte
- 2005: Rosa Roth – Flucht nach vorn – Regie: Carlo Rola
- 2005: Das Traumhotel – Überraschung in Mexiko – Regie: Marco Serafini
- 2007: Tatort: Macht der Angst – Regie Florian Baxmeyer
- 2008: Die Anwälte (Fernsehserie, 3 Folgen) – Regie: Züli Aladag
- 2009: Tatort: Schiffe versenken – Regie: Florian Baxmeyer
- 2010: Donna Leon – Lasset die Kinder zu mir kommen – Regie: Sigi Rothemund
- 2015: Schuld nach Ferdinand von Schirach (Fernsehserie, Folge Volksfest) – Regie: Hannu Salonen
- 2015: Das Traumschiff: Kanada – Regie: Stefan Bartmann
- 2016: Unser Traum von Kanada: Alles auf Anfang – Regie: Michael Wenning
- 2016: Das Traumschiff: Palau – Regie: Stefan Bartmann
- 2018: In aller Freundschaft: Zwei Herzen – Regie: Franziska Hörisch
- 2019: Dead End (Fernsehserie, sechs Folgen) – Regie: Christopher Schier
- 2019: Eichwald, MdB (Fernsehserie, Staffel 2, eine Episode) – Regie: Fabian Möhrke
- 2019: Das Traumschiff: Antigua – Regie: Berno Kürten

## Theatrografie (Auswahl)
- 1974: Francisco Pereira da Silva: Speckhut – Regie: Manfred Karge/Matthias Langhoff (Volksbühne Berlin)
- 1974: Christoph Hein: Schlötel oder Was solls – Regie: Manfred Karge/Matthias Langhoff (Volksbühne Berlin)
- 1980: Georg Kaiser: Von morgens bis mitternachts (Kunstschwätzer) – Regie: Uta Birnbaum (Volksbühne Berlin)
- 1988: Heiner Müller: Der Lohndrücker (Parteisekretär Schorn) – Regie: Heiner Müller (Deutsches Theater Berlin)

## Hörspiele
- 1977: James Thurber: Walter Mittys Geheimleben (Leutnant) – Regie: Achim Scholz (Hörspiel – Rundfunk der DDR)
- 1978: Ödön von Horváth: Kasimir und Karoline (Kasimir) – Regie: Werner Grunow (Hörspiel – Rundfunk der DDR)
- 1978: Phineas Taylor Barnum: Alles Humbug (Besucher) – Regie: Joachim Staritz (Hörspiel – Rundfunk der DDR)
- 1978: Isaak Babel: Maria (Filipp) – Regie: Joachim Staritz (Hörspiel – Rundfunk der DDR)
- 1979: Leonid Solowjow: Nasreddin in Buchara (Eunuch, Bruder) – Regie: Dieter Scharfenberg (Kinderhörspiel – Litera)
- 1980: Karl-Heinz Jakobs: Casanova in Dux (Casanova) – Regie: Barbara Plensat (Hörspiel – Rundfunk der DDR)
- 1980: Georg Büchner: Dantons Tod (Camille) – Regie: Joachim Staritz (Hörspiel – Rundfunk der DDR)
- 1980: Michail Bulgakow: Die Kabale der Scheinheiligen (Molière) – Regie: Werner Grunow (Hörspiel – Rundfunk der DDR)
- 1980: Alfred Matusche: An beiden Ufern (Amt) – Regie: Peter Groeger (Hörspiel – Rundfunk der DDR)
- 1981: Joachim Brehmer: Der Doppelgänger (Hans Meier) – Regie: Achim Scholz (Hörspiel – Rundfunk der DDR)
- 1981: Werner Buhss: Hotte, einfach Hotte (Mann/Kneipe) – Regie: Horst Liepach (Hörspiel – Rundfunk der DDR)
- 1982: Anton Tschechow: Herzchen – Regie: Barbara Plensat (Hörspiel – Rundfunk der DDR)
- 1986: Volksmärchen: Petrea und die Blütenkaiserin und andere Volksmärchen aus aller Welt (Schnee, Grüner Kaiser, Blauer Kaiser, armer Mann) – Regie/Bearbeitung: Dieter Scharfenberg (Kinderhörspiel – Litera)
- 1989: Conan Doyle: Das Zeichen der Vier – Regie: Andreas Scheinert (Hörspiel – Litera)

## Auszeichnungen

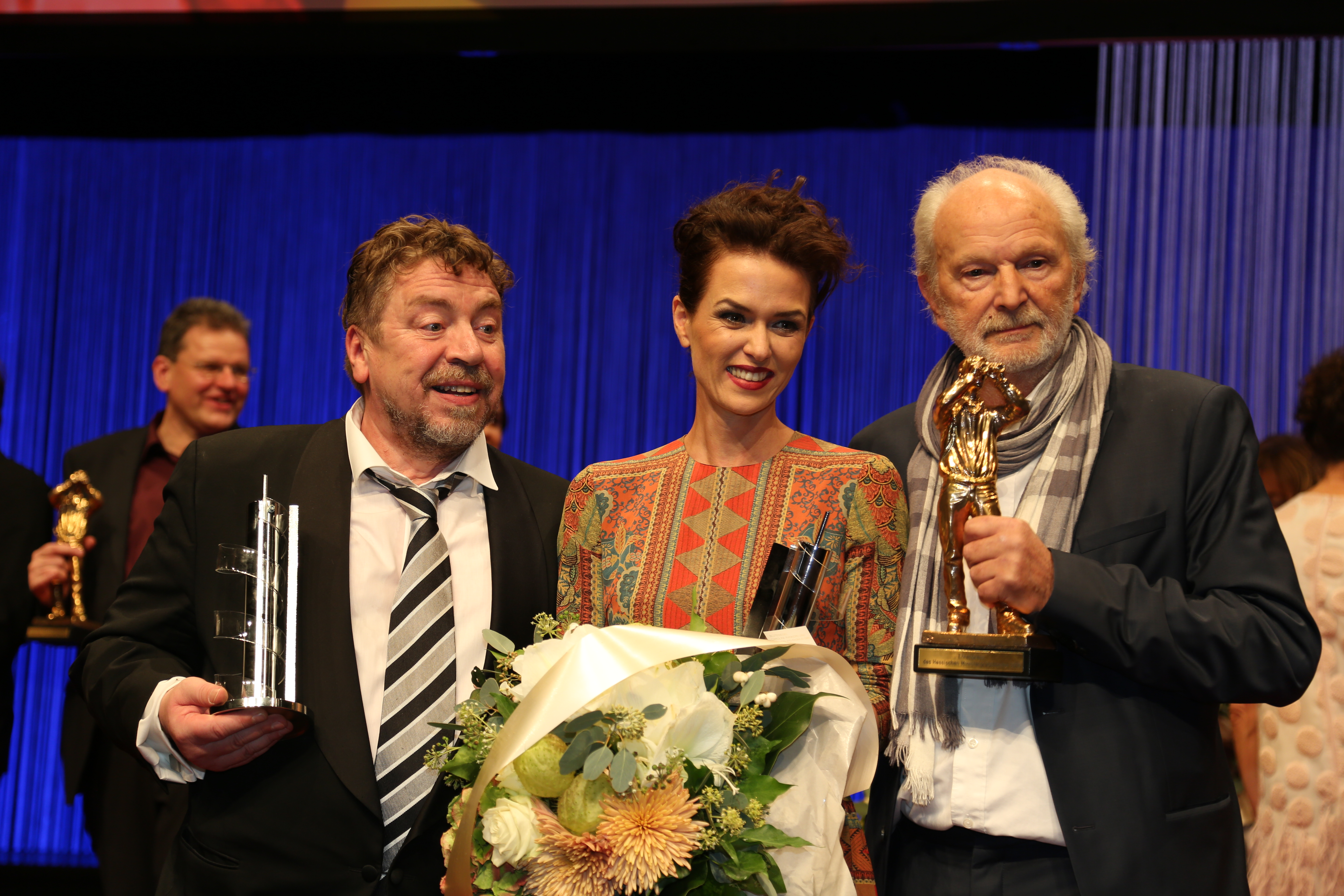
Armin Rohde (l.), Melika Foroutan (m.) und Michael Gwisdek (r.) beim Hessischen Film- und Kinopreis 2015

- 1984: Preis der Filmkritik der DDR als bester Schauspieler für Olle Henry
- 1984: Silberner Hugo beim Filmfestival Chicago als bester Darsteller für Der Fall Bachmeier – Keine Zeit für Tränen
- 1988: Adolf Grimme-Preis in Gold für Sansibar oder Der letzte Grund (gemeinsam mit Bernhard Wicki, Peter Kremer, Cornelia Schmaus)
- 1989: Nationales Spielfestival als bester Film für Treffen in Travers
- 1990: Preis der Filmkritik der DDR als bester Film für Treffen in Travers
- 1991: Deutscher Filmpreis in Gold als bester Hauptdarsteller für Der Tangospieler
- 1999: Silberner Bär als bester Hauptdarsteller für Nachtgestalten
- 2000: Ernst-Lubitsch-Preis für Nachtgestalten
- 2008: Deutscher Fernsehpreis als bester Nebendarsteller für Das Wunder von Berlin
- 2013: Paula-Preis des Progress Film-Verleih
- 2013: Deutscher Filmpreis als bester Nebendarsteller für Oh Boy
- 2013: Goldener Ochse für sein Lebenswerk
- 2015: Ehrenpreis des Hessischen Ministerpräsidenten für besondere Leistungen im Film- und TV-Bereich

## Dokumentation
- 2017: Lebensläufe (Folge 190; 30 min) – „Michael Gwisdek – Cowboy, Boxer, Gott: Ein Schauspielerleben“